# بانارة
البانارة (الاسم العلمي: Banara) هي جنس من النباتات يتبع الفصيلة الصفصافية من رتبة الملبيغيات.

## أنواع البانارة
- بانارة إبطية الأزهار
- بانارة أليفة الصخور
- بانارة أليفة الظلال
- بانارة أورينوكوية
- بانارة إيباجية
- بانارة برازيلية
- بانارة بريتونية
- بانارة بورتوريكية
- بانارة بوليفية
- بانارة حادة
- بانارة خضراء مغبرة
- بانارة خماسية العروق
- بانارة دردارية الأوراق
- بانارة دقيقة الأوراق
- بانارة دومينيكانية
- بانارة ريسكوية
- بانارة صغيرة الأزهار
- بانارة صغيرة الأزهار
- بانارة ضارة
- بانارة ضفافية
- بانارة غويانية
- بانارة فاندربلتية
- بانارة قلبية الأوراق
- بانارة كايمانية
- بانارة كولمانية
- بانارة لاراوية
- بانارة لامعة
- بانارة لبدية
- بانارة مشرقة
- بانارة ملكية
- بانارة منشارية
- بانارة ويلسونية
- بانارة بيضاء الساق
- بانارة رخوة الأزهار
- بانارة رمادية
- بانارة روكسبورية
- بانارة عنقودية
- بانارة قليلة العروق
- بانارة كبيرة الأزهار
- بانارة مكسيكية
- (الاسم العلمي:Banara acunae)
- (الاسم العلمي:Banara selleana)
- (الاسم العلمي:Banara trinitatis)